# Wacław z Szamotuł

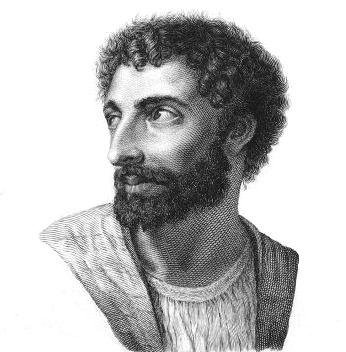
Wacław z Szamotuł

Wacław z Szamotuł (* um 1520 in Szamotuły bei Poznań; † um 1560 in Pińczów), dt.: Wenzel von Samter (stellenweise auch geführt unter Wacław Szamotulski oder latinisiert Venceslaus Samotulinus) war ein polnischer Komponist geistlicher Werke.
Wenzel von Samter war ein gebildeter Mann der Renaissance: er studierte Jura, Mathematik und Philosophie an der Universität Krakau. Neben der Musik widmete er sich auch der Dichtkunst, wobei er sowohl Werke in seiner Heimatsprache Polnisch als auch in lateinischer Sprache verfasste. Entweder 1547 oder 1548 – hier sind die Quellen nicht eindeutig – wurde er von Sigismund II. August zum Hofkomponisten ernannt.

Da Wenzel von Samter eines frühen Todes starb, sind folglich nur wenige seiner – allesamt geistlichen – Werke bis heute erhalten geblieben. Von Szymon Starowolski, dem ersten Biographen des Komponisten, stammt der folgende Ausspruch: 

„Hätten ihm die Götter ein längeres Leben geschenkt, so würden die Polen den Italienern ihre berühmten Komponisten wie Palestrina, Lappi, und Vedana nicht so neiden.“

Bei seinen Motetten In te Domine speravi und Ego sum pastor bonus handelt es sich um die ersten polnischen Kompositionen, die je außerhalb Polens veröffentlicht wurden – in diesem Fall sogar in der deutschen Stadt Nürnberg. Erstere bildete die Vorlage einer Parodiemesse seines Landsmannes Jan Fabrycy.
Unter seinen verlorenen Kompositionen befinden sich eine Messe und das erste doppelchörige Werk in Polen.

## Erhaltene Werke
- Alleluja, Chwalcie Pana Alleluia (Singt dem Herrn ein Halleluja)
- In te, Domine, speravi (In Dich, Herr, habe ich Hoffnung gesetzt – 1554 veröffentlicht in Nürnberg)
- Nakłoń, Panie, ku mnie ucho Twoje (O Herr, beuge dein Ohr zu mir herunter)
- Ego sum pastor bonus (Ich bin der gute Hirte – 1564 veröffentlicht in Nürnberg)
- Kryste dniu naszej światłości (O Christus, wer ist das Licht und der Tag)
- Błogosławiony człowiek (Gesegnet ist der Mann, der nicht weggeht)
- Nunc scio vere (Nun weiß ich das Wahre)
- Modlitwa, gdy dziatki spać idą oder Już się zmierzka (Gebet für die zu Bette gehenden Kinder)
- Pieśń o narodzeniu Pańskim oder Pochwalmyż wszytcy społem (Lied der Geburt des Herrn)
- Powszechna spowiedź (Allgemeine Beichte)